# لایتهاوس ایکس
لایتهاوس ایکس (به انگلیسی: Lighthouse X) گروه موسیقی دانمارکی است.
آن ها در مسابقه آواز یوروویژن ۲۰۱۶ نماینده دانمارک بودند .